# Хармонсберг (Пенсилванија)
Хармонсберг (енгл. Harmonsburg) насељено је место без административног статуса у америчкој савезној држави Пенсилванија.

## Демографија
По попису из 2010. године број становника је 401, што је 45 (12,6%) становника више него 2000. године.
| Група             | 2000.       | 2010.       |
| Белци             | 354 (99,4%) | 384 (95,8%) |
| Афроамериканци    | 0 (0,0%)    | 1 (0,2%)    |
| Азијати           | 0 (0,0%)    | 0 (0,0%)    |
| Хиспаноамериканци | 0 (0,0%)    | 7 (1,7%)    |
| Укупно            | 356         | 401         |